# Kenjû tai kenjû
Kenjû tai kenjû è un film del 1956 diretto da Shigehiro Ozawa.

## Trama
Durante la Guerra del Pacifico, un conte è stato assassinato dai suoi dipendenti. Suo figlio nutre vendetta dei suoi nemici e del defunto padre.

## Distribuzione
Il film è stato distribuito nelle sale cinematografiche giapponesi il 22 gennaio 1956.